# Kwame Nkrumah
Kwame Nkrumah, właśc. Francis Nwia-Kofi Ngonloma (ur. 21 września 1909 w Nkroful, zm. 27 kwietnia 1972 w Bukareszcie) – ghański polityk, premier i prezydent Ghany, z zawodu nauczyciel, jeden z czołowych działaczy ruchu panafrykańskiego.

## Życiorys

### Młodość i działalność niepodległościowa
Kwame Nkrumah pochodził z plemienia Nzima. W 1913 roku przeprowadził się do Half Assini, gdzie jego ojciec pracował jako złotnik. Ochrzczony w obrządku katolickim, edukację pobierał w szkole misyjnej nieopodal Half Assini. W 1926 roku został wysłany do Training College (GTC) w Akrze. W tym czasie poznał panafrykańskie idee amerykańskiego działacza społecznego W.E.B. Du Boisa i jamajskiego czarnego nacjonalisty Marcusa Garveya. Przyjął nacjonalistyczne poglądy, do których (według niego) zachęcił go doktor James Emman Kwegyir Aggrey. W 1927 Aggrey umarł, a jego uczniowie założyli Stowarzyszenie Studentów im. Aggreya – miejsce odczytywania referatów i prowadzenia dyskusji. W Autobiografii Nkrumah pisał, że wówczas zaczął interesować się sztuką wygłaszania przemówień.
Szkołę ukończył w 1930. Rozpoczął pracę jako nauczyciel w katolickich szkołach w Elmina i Axim. Od 1933 roku wykładał na katolickim seminarium w Amisso. Zaangażował się w tworzenie Stowarzyszenia Nauczycieli Złotego Wybrzeża. Z oburzeniem przyjął agresję Włoch na Etiopię. W 1935 roku za radą nigeryjskiego dziennikarza doktora Nnamdi Azikiwe złożył papiery na Lincoln University w Pensylwanii. Dzięki pomocy dalszej rodziny był w stanie rozpocząć studia za oceanem. Studia ukończył w 1942 roku z licencjatem z teologii oraz pracą magisterską z edukacji i filozofii. Prywatnie studiował literaturę socjalizmu, zwłaszcza Karola Marksa i Włodzimierza Lenina. Poznał także kolejne idee nacjonalizmu. W wyniku ideologicznej metamorfozy sam siebie określał jako „bezwyznaniowego chrześcijanina i marksistowskiego socjalistę“. Zaangażowany w działalność studencką, wybrany zostaje przewodniczącym Organizacji Afrykańskich Studentów w Stanach Zjednoczonych i Kanadzie. W trakcie pobytu w USA mieszkał przez pewien czas w Harlemie, będącym swoistą stolicą czarnych Amerykanów oraz miejscem działania licznych ruchów lewicowych. W 1943 roku Nkrumah poznał radykalnych działaczy lewicowych czarnej społeczności, takich jak Grace Lee Boggs, Raya Dunayevskaya i Cyril Lionel Robert James. Kontakty z radykałami zwróciły na Nkrumaha uwagę FBI.
Ze Stanów Zjednoczonych wyjechał w maju 1945 roku. Przeniósł się do Londynu. Studiował na London School of Economics. Równocześnie rozwijał działalność polityczną jako wydawca pisma propagującego idee panafrykanizmu oraz jako wiceprzewodniczący Związku Studentów Zachodnioafrykańskich. W Manchesterze zorganizował V Kongres Panafrykański. Działalność Nkrumaha zainteresowała służby Security Service, które śledziły jego poczynania.
Pod koniec 1947 roku powrócił do kraju aby zostać sekretarzem generalnym partii Zjednoczonego Konwentu Złotego Wybrzeża (UGCC). Po zamieszkach w lutym 1948 roku został na krótko aresztowany wraz z innymi liderami UGCC. W czerwcu 1949 roku opuścił UGCC. Był zawiedziony konserwatywnym i umiarkowanym charakterem ugrupowania. Założył Ludową Partię Konwentu (CPP) której przewodniczącym został. W styczniu 1950 roku zainicjował kampanię „pozytywnego działania“ obejmującą pokojowe protesty i strajki wymierzone w kolonialną administrację. Aresztowany przez brytyjskie władze. Został skazany na rok więzienia. W lutym 1951 roku zza krat wystartował w wyborach powszechnych. Jego ugrupowanie zyskało największą ilość głosów a on sam został wybrany parlamentarzystą. W efekcie zwolniono go z więzienia. W 1952 roku objął urząd premiera autonomii Złotego Wybrzeża. CPP powtórzyła wyborczy sukces w 1954 i 1956.

### Przywódca niepodległej Ghany
Dążąc do pełnej niezależności ogłosił w marcu 1957 roku niepodległość Złotego Wybrzeża jako Ghana. Ghana pozostała członkiem brytyjskiej Wspólnoty Narodów. Osobiście opracował nową flagę. Jako wzór przyjął flagę etiopską, z której jednak usunął symbol Lwa Judy. Kolor czerwony miał symbolizować rozlew krwi w walce z kolonializmem, zielony symbolizował piękno przyrody, rolnictwo i obfitość a żółty oznaczał bogactwa mineralne. Czarna gwiazda oznaczała z kolei wolność Afryki. Zlecił też stworzenie hymnu. W 1960 roku po plebiscycie ogłosił Ghanę republiką a sam został prezydentem. Nowa konstytucja przyznała mu szerokie uprawnienia w zakresie władzy ustawodawczej i wykonawczej.
Został przedstawiony na ghańskich monetach obiegowych o nominałach ½, 1, 2, 3, i 6 pensów oraz 1 i 2 szylingów z 1958 roku. Również na późniejszych, ghańskich monetach o nominałach 5, 10, 25 i 50 pesew z 1965 roku umieszczony był jego wizerunek.
W 1958 roku współtworzył istniejącą do 1962 Unię Afrykańskich Stanów. Związek ten tworzyły Ghana, Mali i Gwinea. W 1960 roku armia Ghany wzięła udział w kryzysie kongijskim w ramach misji ONZ. W trakcie trwania misji większość kadry oficerskiej stanowili biali oficerowie brytyjscy. Dla Nkrumaha było to nie do przyjęcia, w związku z czym po jej zakończeniu rozpoczął afrykanizację kadr wojskowych (którą wcześniej celowo opóźniał obawiając się puczu).
Niepodległa Ghana obrała socjalistyczny kurs rozwoju. Kładł nacisk na rozwój ruchu spółdzielczego, oświaty i służby zdrowia. W 1961 roku rząd znacjonalizował handel kakao. Zabieg ten nie odniósł spodziewanych rezultatów - ceny kakao na światowych rynkach spadły, w efekcie eksport nasion stał się coraz mniej opłacalny. Skłoniło to rząd do wprowadzenia polityki oszczędności. Zmniejszenie wydatków państwa doprowadziły we wrześniu 1961 roku do strajku generalnego. Nacjonalizacji w kolejnych latach uległy także kopalnie złota, plantacje oraz niektóre branże z sektora usługowego. Wprowadzono państwowy monopol handlu zagranicznego. Podjęto szereg nieopłacalnych aczkolwiek prestiżowych inwestycji, czego przykładem była kosztowna budowa elektrowni atomowej. Kurs Nkrumaha okazał się mało skuteczny i przyczynił się do spadku produkcji oraz wzrostu zagranicznego zadłużenia.

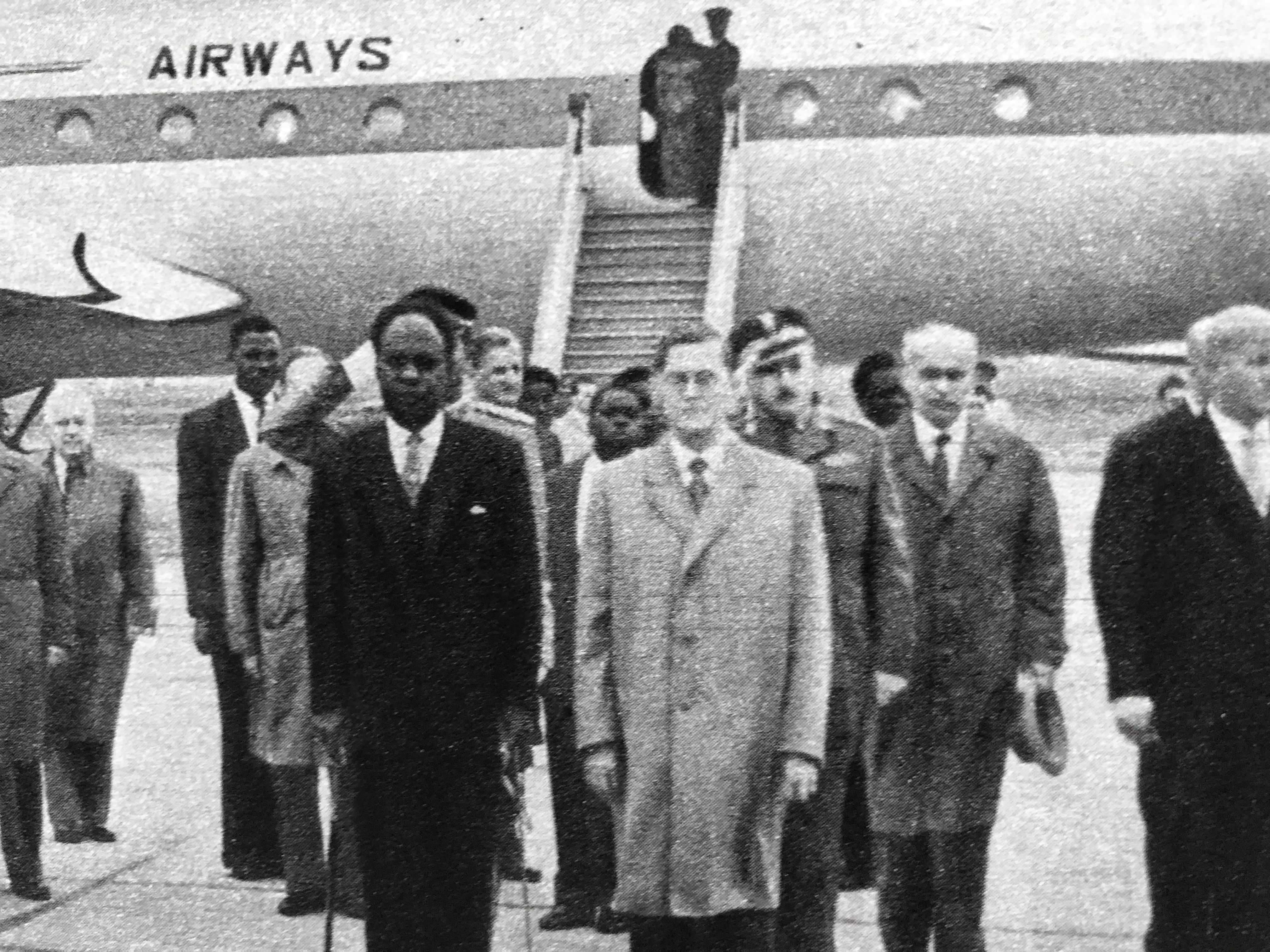
Wizyta oficjalna Kwame Nkrumaha w Polsce w 1961, z prawej przewodniczący Rady Państwa PRL Aleksander Zawadzki

Nerwowa atmosfera z września 1961 roku skłoniła go do zaostrzenia kursu. Zbliżył się politycznie do bloku wschodniego i wprowadził bardziej rygorystyczny aparat kontroli politycznej. Dążył do wprowadzenia Ghany na salony światowej polityki i liczył na uniezależnienie kraju od sił zewnętrznych. Jako rzecznik walki o wyzwolenie i jedność kontynentu odegrał znaczącą rolę w utworzeniu Organizacji Jedności Afrykańskiej. Organizował konferencje panafrykańskie i przyjaźnił się z szeregiem afrykańskich przywódców. Polityka ta ściśle związana była z dystansem wobec Zachodu i uczestnictwem w ruchu afroazjatyckim. Na początku lat 60. Ghana umieściła w stolicach państw ponad 60 ambasadorów a przy rządzie utworzono specjalne biuro do spraw afrykańskich.
W sierpniu 1962 roku w Kulungugu miał miejsce nieudany zamach na jego życie. Próba zabójstwa przywódcy spowodowała rozrost organów bezpieczeństwa i początek budowy prezydenckiego kultu jednostki. W styczniu 1964 roku przeprowadził referendum, na mocy którego Ghana stała się państwem jednopartyjnym. Po kolejnym zamachu rząd ogłosił, że stał za nim Zachód. Doprowadziło to do wzrostu nastrojów antyamerykańskich. Z kraju wydalono amerykańskich pracowników naukowych a ambasada Stanów Zjednoczonych stała się miejscem manifestacji.
W latach 1964-65 podjął się mediacji mających zakończyć wojnę wietnamską. Wybrano go do tego zadania, gdyż dobre relacje łączyły go zarówno z Zachodem, jak i przywódcami Chin oraz Wietnamu.
Sytuacja pogorszyła się w 1965, gdy Rodezja Południowa ogłosiła niepodległość, a rządy w niej objął reżim białej mniejszości. W następstwie kryzysu Nkrumah zerwał stosunki dyplomatyczne z byłą metropolią oraz podjął działania zmierzające do mobilizacji wojska. Budżet wojskowy Ghany stale rósł. O ile w 1958 roku na wojsko wydano ponad 9 milionów dolarów, to w 1965 roku wydatki wzrosły do 47 milionów.
W 1965 otrzymał Order Odrodzenia Polski I klasy.
1 lutego 1966 roku wygłosił swoje ostatnie przemówienie przed Zgromadzeniem Narodowym. 21 lutego udał się w dyplomatyczną podróż do Hanoi i Pekinu. 24 lutego wojsko przeprowadziło zamach stanu i przejęło władzę. Nkrumah o puczu dowiedział się, przebywając w Chinach. Wielu ekspertów uważa, że w odsunięcie go od władzy zaangażowane były amerykańskie służby specjalne. Powrócił do Afryki i otrzymał azyl w Gwinei. Mieszkał tam do końca życia. Gwinejski prezydent Ahmed Sekou Touré nadał mu tytuł współprezydenta kraju. W 1968 założył wydawnictwo książkowe. W tym czasie nadawał do rodaków poprzez radio „Głos Rewolucji“. Jego poglądy w ostatnich latach życia uległy radykalizacji i były coraz bardziej rewolucyjne. W 1970 zachorował na raka. Zmarł w Bukareszcie w 1972.
We wrześniu 2009 roku prezydent Ghany John Atta-Mills oświadczył, że 21 września (setna rocznica urodzin Kwamego Nkrumaha) stanie się Dniem Założyciela – świętem państwowym ustawowo wolnym od pracy.

## Dzieła
- Ghana. The Autobiography of Kwame Nkrumah (1957)
- I Speak of Freedom (1961)
- Afryka musi się zjednoczyć (Africa Must Unite, 1963, wyd. pol. 1965)